# Peter Bühlmann
Pour les articles homonymes, voir Bühlmann.
 (février 2025).
Peter Bühlmann, né le 12 avril 1965 à Zurich, est un mathématicien suisse, spécialiste de statistique mathématique. 
Il est professeur à l'École polytechnique fédérale de Zurich depuis 2004.

## Biographie
Peter Bühlmann étudie les mathématiques à l'École polytechnique fédérale de Zurich à partir de 1985, obtenant son diplôme en 1990 et son doctorat, sous la direction de Hans-Rudolf Künsch (de) (et de Erwin Bolthausen (de)) en 1993 (titre de sa thèse : The Blockwise Bootstrap in Time Series and Empirical Processes). 
Il est chercheur postdoctoral à l'université de Californie à Berkeley, où il devient professeur assistant Neyman en 1995. En 1997, il est nommé maître de conférences à l'École polytechnique fédérale de Zurich et professeur titulaire en 2004. Depuis 2013, il y dirige le département de mathématiques.

## Domaines de recherche
Les intérêts de recherche de Peter Bühlmann comprennent la statistique, l’apprentissage automatique et la biologie computationnelle, notamment l’analyse des gènes et des protéines. Il mène des recherches fondamentales sur les méthodes statistiques pour les modèles à haute dimension et l'inférence causale et développe de nouvelles méthodes statistiques qui sont utilisées en biologie des systèmes et en médecine. Les méthodes mathématiques qu'il a développées sont utilisées dans des applications concrètes en biologie moléculaire et en médecine et doivent par exemple permettre de détecter précocement le risque de septicémie chez les patientes et les patients. Mais ces méthodes peuvent aussi contribuer à rendre plus robustes des systèmes complexes. Il a apporté de nouvelles connaissances dans la théorie mathématique et la méthodologie statistique pour les modèles à faible densité et à haute dimension.
Peter Bühlmann a obtenu des résultats théoriques sur l'algorithme PC pour les modèles orientés en haute dimension, qui ont des conséquences directes sur l'inférence causale. Pour l'inférence causale en général, il a propagé le principe d'invariance par rapport aux perturbations exogènes. Il constitue la base des conditions dans lesquelles des relations causales peuvent être découvertes à partir de données et fournit en même temps de nouvelles perspectives pour rendre les algorithmes d'apprentissage automatique plus robustes..

## Prix et distinctions
Peter Bühlmann est notamment membre de la Société américaine de statistique depuis 2016 et membre élu de l'Institut international de statistique.
- 2014-2020 : « chercheur hautement cité » chez Thomson Reuters / Clarivate Analytics.
- 2017 : docteur honoris causa de l'Institut de Statistique  et de la Faculté des sciences économiques, sociales, politiques et de communication de l'Université catholique de Louvain[5].
- 2018 :
  - récipiendaire de la médaille Guy en argent de la Royal Statistical Society[6] ;
  - conférencier Neyman à l'Institut de statistique mathématique[7] ;
  - Rothschild Fellow et maître de conférences à l'Institut Isaac-Newton ;
  - conférencier invité au Congrès international des mathématiciens à Rio de Janeiro[8]
- 2021 : conférencier plénier au 8e Congrès européen de mathématiques à Portoroz[9].
- 2022 :
  - président de l'Institut de statistique mathématique
  - membre de l'Académie Léopoldine[3].
- 2024 : lauréat du Wald Memorial Award de l'Institut de statistique mathématique[10].

## Publications
- Peter Bühlmann et Sara van de Geer, Statistics for high-dimensional data: methods, theory and applications, Springer, coll. « Springer series in statistics », 2011 (ISBN 978-3-642-20191-2)
- Peter Bühlmann, Petros  Drineas, Michael  Kane, Michael, Mark van der Laan (éditeurs), Handbook of big data, CRC press, coll. « Chapman & Hall/CRC handbooks of modern statistical methods », 2016 (ISBN 978-1-4822-4907-1)
- Peter Bühlmann (co-éditeur), Statistical analysis for high dimensional data: the Abel symposium 2014, Springer Berlin Heidelberg, 2016 (ISBN 978-3-319-27097-5)